# Scarlette Le Corre
Scarlette Le Corre née en 1955 à La Torche sur la commune de Plomeur est la première patronne pêcheuse recensée en France.

## Biographie
Issue d'une famille de marin et de pêcheurs,  Scarlette Le Corre obtient brevet de mécanique de pêche, en 1979. Elle est mécanicienne sur des bateaux. Puis elle devient capitaine d'un bateau de pêche en mer. En 1983, elle devient patronne pêcheur. En 1986, elle achète son premier bateau. En 1992, elle démarre une culture de wakame en mer. Elle crée également une unité de production de conserves artisanales pour valoriser le poisson et les algues qu'elle pêche. En 1994, elle est élue par les pêcheurs du Guilvinec, au Comité national des pêches maritimes et des élevages marins. Elle est présente lors des négociations avec la commission européenne.

## Distinction
- Chevalier de l'ordre national du Mérite, 1996
- Chevalier de l'ordre du Mérite maritime, 2000
- Chevalier de la Légion d'honneur, 2003[4]